# La Chapelle-Largeau
La Chapelle-Largeau est une ancienne commune française située dans le département des Deux-Sèvres, en région Nouvelle-Aquitaine. Depuis 1er janvier 1973, elle est associée à la commune de Mauléon.

## Géographie
Située au nord-ouest des Deux-Sèvres, à la limite des départements voisins du Maine-et-Loire et de la Vendée, La Chapelle-Largeau est une ancienne commune, associée à la commune de Mauléon. La commune a une longueur de 12 km alors que sa largeur n’excède pas 3 km.

## Histoire
L'histoire de La Chapelle-Largeau commence au Ve siècle. Vers l'an 400, c'est le seigneur Jean de Saint Offrange qui règne sur la région. À cette époque, dans l'ouest de la France, les gens éparpillés se regroupent en « Chapelles » pour prier. Peu à peu, ces lieux de culte deviennent aussi centres d'habitation, des « Capellas » qui vont se retrouver sous l'autorité de centres plus importants, les « Abbayes » dépendant la plupart du temps, d'un domaine seigneurial.
En 1246 fut créée cette Capella. Le prieuré est sous l'autorité de l'abbaye de la Trinité fondée par les seigneurs de Mauléon.
En 1269, la Capella est nommée Capella Largea en hommage au premier prieur de ces lieux.
En 1283, Capella Largea est rebaptisée Capella Largeau.
Vers 1300, Le nom évolue une nouvelle fois en Capella Largent, puis en Notre Dame de la Chapelle Lorgeail.
En 1434, nouvelle dénomination La Chapelle Largeault pour devenir ce qu'il est aujourd'hui, le nom de La Chapelle-Largeau.
En 1835, un détachement important de la commune de Treize-Vents fut attribué à La Chapelle-Largeau, partie longeant la Sèvre Nantaise et le hameau de la Croix-Beaupuy, dénommé aujourd'hui, la Trique.[réf. nécessaire]
La commune est constituée de trois détachements : le Bourg, la Rebatterie, la Trique.
Certains habitants de la Trique demandent depuis plusieurs décennies un rattachement à la commune limitrophe de Saint-Laurent-Sur-Sèvres située en Vendée, pour faciliter leur quotidien.
En 1958, la Chapelle-Largeau devient une « cité » minière. Son sol, riche en minerais d'uranium, lui permit d'extraire en 12 ans environ 665 tonnes d'uranium. Elle fit partie de la concession de Mallièvre comportant 4 sites majeurs. Le gisement fut d'abord exploité par CEA puis par la COGEMA. Cette activité durera jusqu'en 1970, année de fermeture de la mine de Bel Air.
La Chapelle-Largeau s'est associée en fusion-association avec Mauléon le 1er janvier 1973.

## Politique et administration
| Période                                  | Période  | Identité      | Étiquette | Qualité |
| ---------------------------------------- | -------- | ------------- | --------- | ------- |
|                                          | En cours | Olivia Baudry |           |         |
| Les données manquantes sont à compléter. |          |               |           |         |

## Démographie
| 1793 | 1800 | 1806 | 1821 | 1831 | 1836 | 1841 | 1846 |
| ---- | ---- | ---- | ---- | ---- | ---- | ---- | ---- |
| 500  | 332  | 496  | 694  | 647  | 698  | 811  | 859  |

| 1851 | 1856 | 1861 | 1866 | 1872 | 1876 | 1881 | 1886  |
| ---- | ---- | ---- | ---- | ---- | ---- | ---- | ----- |
| 913  | 936  | 954  | 979  | 939  | 970  | 998  | 1 004 |

| 1891 | 1896 | 1901 | 1906 | 1911 | 1921 | 1926 | 1931 |
| ---- | ---- | ---- | ---- | ---- | ---- | ---- | ---- |
| 967  | 937  | 896  | 875  | 846  | 714  | 715  | 738  |

| 1936 | 1946 | 1954 | 1962 | 1968 | 2017  | - | - |
| ---- | ---- | ---- | ---- | ---- | ----- | - | - |
| 706  | 709  | 742  | 734  | 744  | 1 061 | - | - |

La localité a conservé un statut de commune associée et comptait une population municipale de 1 015 habitants en 2013.

## Patrimoine et culture locale

### Personnages célèbres
- Dominique Dillon (1742-1806), curé, homme politique né à La Chapelle-Largeau, député du clergé aux états généraux de 1789.
- Augustin Bourry (1826-1854), martyr au Tibet

### L'église
L'église fut construite grâce au don de l'abbé Ménard[réf. nécessaire]. Elle coûta 62 900 francs[réf. nécessaire]. Sa construction a duré 20 mois et elle fut achevée en 1882[réf. nécessaire].
L'église de La Chapelle-Largeau abrite, dans son entrée, un grand panneau de bois sculpté à l'effigie du Vendéen de Maxime Réal del Sarte, encadré de part et d'autre par le martyrologe de la paroisse ainsi que des noms des victimes de la révolution des alentours, datant de 1793 d'une part et de 1800 de l'autre.

### La Chapelle Saint-Joseph
La chapelle Saint-Joseph fut construite par le curé Ménard. Elle était un lieu de pèlerinage des frères de Saint-Gabriel[réf. nécessaire].

### La grotte
La grotte a été construite par les habitants de La Chapelle-Largeau en 1956 sur un terrain donné par M. Fonteneau, à l'initiative du curé Midy[réf. nécessaire].